# Eduard Adolf Strasburger
Eduard Adolf Strasburger (Varsóvia, 1 de fevereiro de 1844 – Bonn, 18 de maio de 1912) foi um botânico alemão de origem polaca, um dos mais famosos do século XIX.

## Biografia
Era filho de Edward Bogumil Strasburger (1803-1874). Em 1870 se casa com Aleksandra Julja Wertheim (1847-1902), tendo dois filhos: Anna (1870) e Juliusz (1871-1934).
Depois de seus estudos em ciências naturais em Paris, Jena e Bonn, obtem seu Ph.D. na Universidade de Jena em 1866. 
Em 1868, passou a lecionar na Universidade de Varsóvia. 
Em 1869, assume um posto de professor de botânica na Universidade de Jena, até 1880; quando se transfere para a Universidade de Bonn, até a sua morte. 
Realizou explorações científicas com  Ernst Haeckel (1834-1919).
Se consagrou como pesquisador em embriologia vegetal realizando observações sobre a embriologia das gimnospermas. Sua obra sobre a citologia vegetal é igualmente pioneira.
Junto com Walther Flemming e Edouard van Beneden elucidou a distribuição cromossômica durante a divisão celular.  Seu estudo sobre o movimento da  seiva demonstrou que o processdo era físico e não fisiológico.
Strasburger foi designado membro estrangeiro da Royal Society em 1891, recebendo a medalha linneana em 1905, e a medalha de prata Darwin-Wallace em 1908. 

## Obras
- Über Zellbildung und Zellteilung, 1875
- Die Angiospermen und die Gymnospermen, 1879
- Chromosomenzahlen, Plasmastrukturen, Verebungsträger und Reduktionstellung, 1909

Foi fundador e participou na redação do famoso livro texto Lehrbuch der Botanik de 1894 (texto de botânica).